# ICE T
Gli ICE T,  DB Class 411 e 415, sono elettrotreni ad alta velocità ad assetto variabile tedeschi in servizio con Deutsche Bahn su tratte all'interno di Germania e Austria.

## Sviluppo
A seguito dell'inaugurazione con successo del servizio Intercity-Express nel 1991 e dell'ordine di sviluppare l' ICE 2, nel 1994 DB avviò i piani per potenziare i servizi a lunga percorrenza su linee convenzionali, con velocità più elevate e un livello di comfort vicino allo standard ICE utilizzando elettrotreni ad assetto variabile per sostituire i convogli di tipo InterCity e InterRegio. DB assegnò al progetto la denominazione IC T, dove "T" sta per "Triebzug" (complesso automotore o elettrotreno).
Successivamente, la Deutsche Bahn riconobbe la necessità di un nuovo treno simile per le tratte non elettrificate e avviò il progetto ICT-VT, dove "VT" sta per Verbrennungstriebwagen (automotrice a combustione interna), che portò alla nascita dell'ICE TD, autotreno a motore diesel.

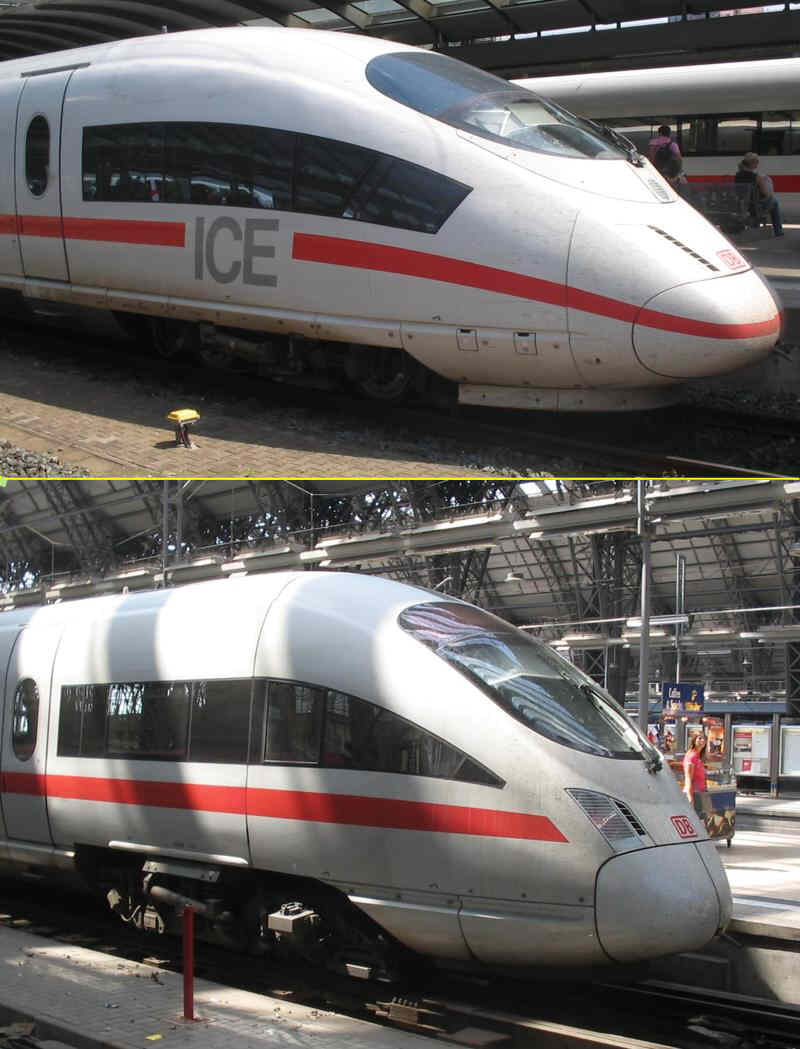
ICE 3 (sopra) e ICE T (sotto)

Deutsche Bahn ha sviluppato parallelamente i progetti ICE 3, ICE T e ICT-VT. Dal punto di vista tecnico, i treni condividono diversi componenti e layout tecnici, così come il concetto di trazione distribuita: a differenza dei modelli ICE 1 e ICE 2, le nuove unità non sono state progettate con locomotori singoli, ma con motori distribuiti per ridurre il carico per asse e aumentare la forza di trazione.
Inizialmente si progettava un elettrotreno a tre carrozze, ma considerazioni sulla capacità portarono alla decisione di utilizzare treni di due diverse lunghezze, cinque (classe 415) e sette casse (classe 411), le cui combinazioni consentono una sufficiente varietà di lunghezze dei treni (possibili varianti: 5, 7, 10, 12, 14, 15 casse in totale), con un massimo di tre treni accoppiati.

## Produzione

L'angolo di inclinazione può raggiungere gli 8°

Nel 1994 la Deutsche Bahn ordinò 40 treni, successivamente aggiornati a 43 nel 1997 (32 nella versione a 7 carrozze, 11 in quella a 5 carrozze).
I treni sono stati prodotti da un consorzio guidato da DWA e composto da Siemens, Duewag e Fiat Ferroviaria. DWA (successivamente acquisita da Bombardier) produsse le carrozze di testa, Duewag (di proprietà di Siemens, poi fusa nella società madre) le carrozze centrali, Siemens fornì l'elettronica e altri componenti principali e Fiat Ferroviaria (poi acquisita da Alstom) fornì i carrelli e i dispositivi di pendolamento.
La tecnologia pendolante funziona tramite un sistema ad attuatore elettro-idraulico basato su quello dei treni Pendolino italiani di seconda generazione ETR 460 ed ETR 470. Nelle carrozze motrici degli elettrotreni classe 411 e classe 415, l'asse interno di entrambi i carrelli è motorizzato (configurazione (1A)'(A1)').

### Classe 411
La seconda, la terza, la quinta e la sesta carrozze sono motorizzate, mentre le carrozze di testa sono dotate di trasformatori che alimentano le due carrozze successive. Pertanto, ogni treno è composto da due unità motrici di tre carrozze, più una carrozza intermedia non motorizzata. La carrozza intermedia può essere rimossa e, teoricamente, i treni possono essere integrati con una carrozza intermedia aggiuntiva.
Il secondo lotto di treni presentano una serie di modifiche minori, principalmente volte a ridurre i costi di acquisto e manutenzione. Le differenze più evidenti all'esterno sono l'assenza della fascia nera all'altezza dei vetri oscurati e dei fari a matrice di LED. Le differenze più evidenti all'interno sono l'eliminazione della radio di bordo e la sostituzione del ristorante con un bar in piedi. I treni offrono anche 8 posti a sedere aggiuntivi per un totale di 390.

### Classe 415
Ogni treno di cinque carrozze forma un'unica unità motrice, con tre carrozze centrali motorizzate tra due carrozze di testa dotate di trasformatori. Sei treni sono destinati al servizio nazionale, gli altri cinque per il servizio internazionale verso la Svizzera, pertanto queste unità sono equipaggiate con il sistema di sicurezza ferroviario svizzero e con pantografi aggiuntivi più stretti per la rete svizzera.
Il primo treno classe 415 è stato assemblato nel 1998. Le prove con il sistema di inclinazione attiva iniziarono nell'ottobre 1998. Errori software ritardarono la messa in servizio. Il primo treno classe 411 fu consegnato all'inizio del 1999. Poco prima dell'entrata in servizio il nome del treno fu cambiato in ICE T, dove T sta per "tilting". Contemporaneamente, l' ICT VT divenne l' ICE TD.

### ÖBB Classe 4011
Tre elettrotreni Classe 411 del primo lotto sono stati venduti alle ÖBB austriache come Classe 4011. Hanno subito alcune modifiche, tra cui il rinnovo della licenza delle unità della Classe 411 ad A-ÖBB e la modifica del marchio con il logo ÖBB.